# RMS Mauretania (1906)
RMS Mauretania byl zaoceánský parník postavený společností Cunard Line v roce 1906. Sloužil k přepravě cestujících na trase Liverpool – New York. Až do roku 1911, kdy konkurenční společnost White Star Line postavila loď Olympic, byla Mauretanie největší lodí světa. V září 1909 se jí podařilo získat Modrou stuhu za nejrychlejší plavbu do Ameriky. Tento rekord držela 20 let. Dne 3. dubna 1935 byla prodána k rozebrání. Ve vleku se vydala na poslední plavbu 1. července téhož roku. Sloužila tak několikanásobně déle než její sesterská loď Lusitania, která byla potopena během první světové války.
Mezi lety 1906 až 1912 (tedy do katastrofy Titanicu) nesla pouze 16 záchranných člunů s reálnou kapacitou 800 osob.